# 金毓嶂
金毓嶂（きん いくしょう、1942年5月3日 - ）は、中華人民共和国の地質学者であり、愛新覚羅氏の当主である。よって清の皇位請求者ということになるが、本人は皇位の請求はしておらず、愛新覚羅でなく漢名の金の姓を名乗っている。

## 人物
中国の最後の皇帝である溥儀の末弟・溥任（金友之）の長男である。1937年に採択された満洲国の帝位継承法では、継承順位を長男（およびその子孫。以下同じ）、同母兄弟、異母兄弟の順と規定している。溥儀には子がおらず、次弟の溥傑の子も女子のみだったため、1994年の溥傑の死後は溥任が家長の座を受け継いだ。2015年に溥任が亡くなり、長男の毓嶂が当主となった。
北京地質学院を1968年に卒業し、青海省地質鉱物資源局に勤務した。1985年、北京市崇文区環境保護局に異動した。1999年には、北京市政協常任委員会と崇文区政協の副主席、および北京市民族事務委員会副主任を務めた。
彼の子は娘の金鑫（1976年 - ）のみであり、女子は当主を継承できないため、当主の継承者は弟の金毓峑（1946年 - ）になる。